# 计数测度
在测度论中，计数测度是可以定义在任意集合上的测度，它将每个集合含有的元素个数作为这个集合的测度。准确来说，对于任何一个可测空间{\displaystyle \left(\Omega ,{\mathcal {F}}\right)}，我们都可以定义这个可测空间上的测度{\displaystyle \mu }，使得对于任意可测集{\displaystyle E\in {\mathcal {F}}}，{\displaystyle \mu (E)}就是集合{\displaystyle E}中含有的元素个数，即
{\displaystyle \mu (E)={\begin{cases}\vert E\vert &\vert E\vert <\infty ,\\+\infty &\vert E\vert =+\infty .\end{cases}}}
这里{\displaystyle \vert E\vert }表示集合的基数。
特别地，可测空间{\displaystyle (\Omega ,{\mathcal {F}})}上的计数测度是σ-有限的当且仅当{\displaystyle \Omega }是可数集。